# Tsurpu
Tsurpu, ook wel Tolung Tsurphu is een Tibetaans boeddhistisch klooster in Gurum, Tölung Dechen, op 70 km afstand van Lhasa in de Tibetaanse Autonome Regio. Tsurpu diende als zetel voor de karmapa.
Tsurpu was een complex van 300m2 met muren tot vier meter dik. De monnikenverblijven waren aan de oostzijde. Het klooster is op het zuiden gericht en in het midden van de vallei gebouwd en bevindt zich op een hoogte van 4267 meter.

## Geschiedenis

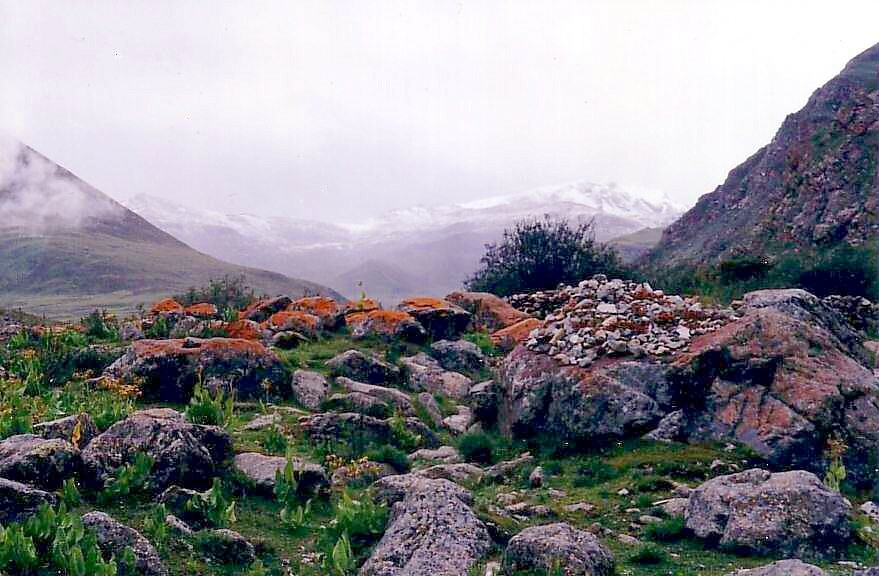
De vallei Dowo Lung boven het klooster

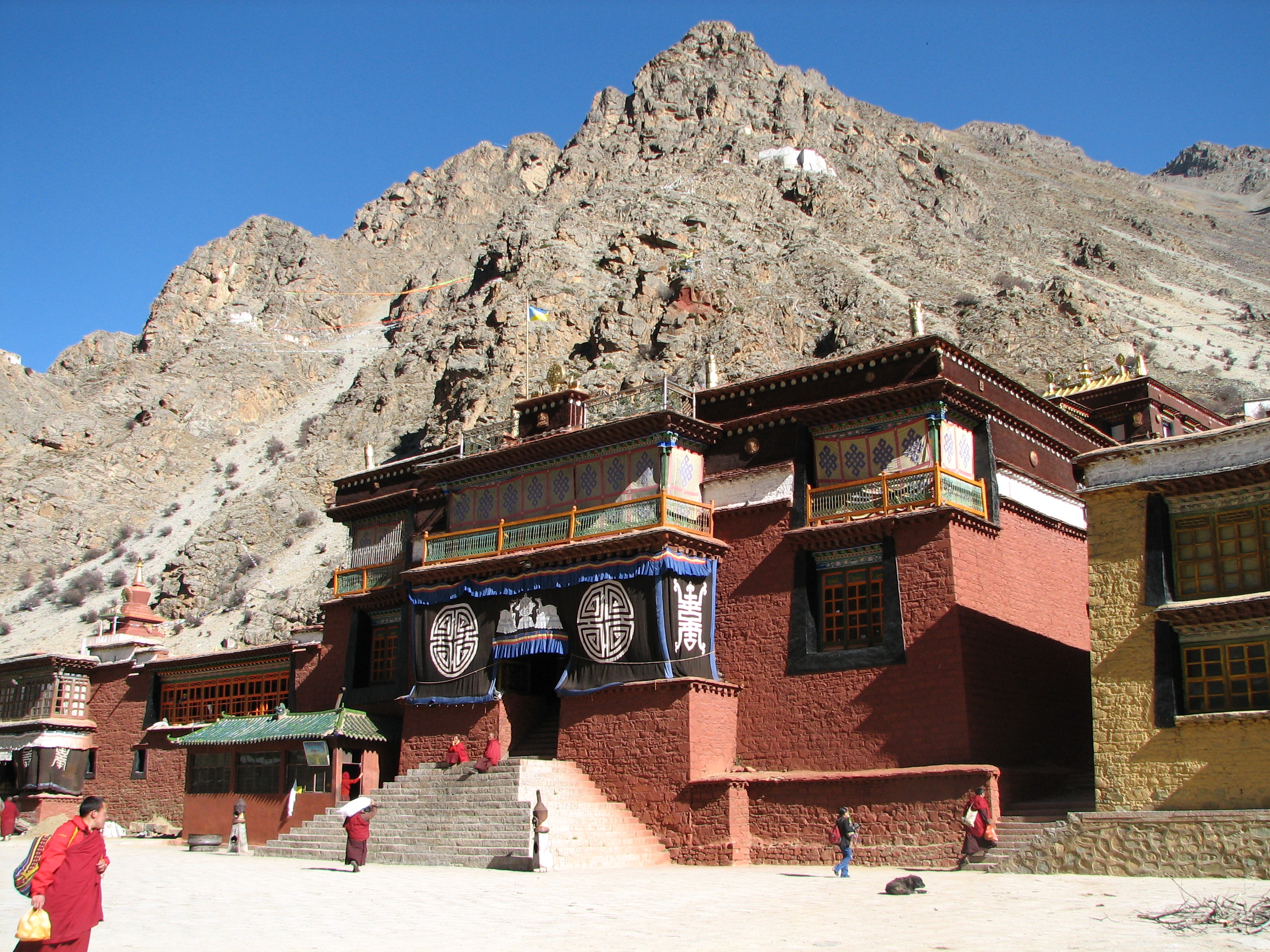
Het klooster Tsurpu

Tsurpu werd opgericht door de eerste karmapa Düsum Khyenpa in 1159. Nadat hij de plek bezocht, richtte hij het klooster hier op en offerde hij geschenken aan de lokale beschermheiligen, dharmapala en genius loci. In 1189 bracht hij opnieuw een bezoek aan de plek en maakte het tot zijn hoofdzetel. Het klooster groeide uit tot op het hoogtepunt een bezettingsgraad van 1000 monniken.
In 1966, aan het begin van de Culturele Revolutie, werd het klooster volledig verwoest. In 1980 werd begonnen aan de herbouw van het klooster door de zestiende karmapa Rangjung Rigpey Dorje. Een van de zeventiende karmapa-prentendenten, Orgyen Trinley Dorje, werd geboren in Kham, maar vluchtte 1999-2000 naar Dharamsala, India, omdat hij niet de opleiding kon en mocht krijgen van de Chinese regering.

## Boeddhistische termaliteratuur
In het klooster Tsurpu voerde de vijftiende karmapa (1871-1922) de tweede druk door van het termawerk Rinchen Terzö; deze versie had een omvang van 63 delen.